# ۱۳۲۴ (میلادی)
۱۳۲۴ (میلادی) هزار و سیصد و بیست و چهارمین سال تقویم میلادی است.

## زادگان
- ۵ مارس - دیوید دوم، پادشاه اسکاتلند (م. ۱۳۷۱)
- مانوئل دوم، امپراتور ترابوزان (م. ۱۳۳۳)

‎